# Thionia
Thionia är ett släkte av insekter. Thionia ingår i familjen sköldstritar.

## Dottertaxa tillThionia, i alfabetisk ordning[1]
- Thionia acuta
- Thionia argo
- Thionia bifasciatifrons
- Thionia biforis
- Thionia boliviensis
- Thionia borinquensis
- Thionia borinqueta
- Thionia brasiliensis
- Thionia brevifrons
- Thionia brevior
- Thionia bufo
- Thionia bullata
- Thionia carinata
- Thionia caviceps
- Thionia coriacea
- Thionia crucifera
- Thionia dissimilis
- Thionia dryas
- Thionia dubiosa
- Thionia ecuadoriensis
- Thionia elliptica
- Thionia fowleri
- Thionia fusca
- Thionia gibba
- Thionia gibbicollis
- Thionia herbecea
- Thionia humilis
- Thionia impressa
- Thionia latifrons
- Thionia longipennis
- Thionia longula
- Thionia maculata
- Thionia maculipes
- Thionia mammifera
- Thionia mexicana
- Thionia minor
- Thionia naso
- Thionia obsoleta
- Thionia obtusa
- Thionia ocellata
- Thionia ohausi
- Thionia omani
- Thionia onerata
- Thionia ovata
- Thionia parana
- Thionia pehlkei
- Thionia pictifrons
- Thionia prasina
- Thionia producta
- Thionia proxima
- Thionia puertoricensis
- Thionia quadratifrons
- Thionia quinquata
- Thionia ramosi
- Thionia rubrocostata
- Thionia schmidti
- Thionia scutellata
- Thionia similis
- Thionia simplex
- Thionia sinuata
- Thionia soluta
- Thionia sordida
- Thionia stipes
- Thionia tigrata
- Thionia transversalis
- Thionia truncatella
- Thionia ustulipunctata
- Thionia variata
- Thionia variegata